# Сребрист гмурец
Сребристият гмурец (Podiceps occipitalis) е вид птица от семейство Гмурецови (Podicipedidae).

## Разпространение
Видът е разпространен в Аржентина, Боливия, Парагвай, Фолкландски острови и Чили.